# میرامار (فلوریدا)
میرامار (به انگلیسی: Miramar) شهری در شهرستان برووارد ایالت فلوریدا است که در سال ۱۹۵۵ بنیان‌گذاری شده‌است. این شهر طبق سرشماری سال ۲۰۱۰ میلادی، ۱۲۲٬۴۳۸ نفر جمعیت داشته و مساحت آن نیز ۸۰٫۳ کیلومتر مربع است.